# Kamienica przy ulicy Szewskiej 45 we Wrocławiu
Kamienica przy ulicy Szewskiej 45 – nieistniejąca kamienica, dawna szkoła jezuicka.  

## Historia
Kamienica została wzniesiona prawdopodobnie w XVIII wieku. Pierwotnie była własnością klasztoru Św. Macieja i znajdowała się w niej szkoła jezuicka, w której uczyło się 80 uczniów klas niższych. Gdy w 1811 roku sąsiedni budynek, kościół cmentarny pw. św. Agnieszki we Wrocławiu, został ostatecznie zamknięty działkę wraz ze szkołą zakupiła hrabina von Götzen, a następnie odkupił ją od niej krupiarz Johann Karnasch. W 1819 roku budynki częściowo rozebrano a z budynek szkoły został przebudowany. W 1835 roku  kamienica została zakupiona w celu zorganizowania w niej komisariatu policji i tymczasowego aresztu.
Działania wojenne w 1945 roku poważnie zniszczyły budynek. Początkowo był zamieszkiwany ale w 1962 roku, wraz z dwoma sąsiednimi kamienicami został rozebrany. W ich miejsce wzniesiono blok mieszkalny. Do czasu rozebrania kamienicy, zachowały się barokowe sklepienia i elementy neoklasycystycznej dekoracji.      